# Abraham Hammerschmidt

Abraham Hammerschmidt (rechts) zusammen mit seiner Frau und seinen Kindern im Jahr 1905

Abraham Ludwig Hammerschmidt (* 28. Januar 1858 in Jastrow, Provinz Westpreußen; † 15. Februar 1934 in Cottbus oder Senftenberg) war ein deutscher Rechtsanwalt, Notar und Politiker (DDP).

## Leben
Abraham Hammerschmidt wurde als ältestes von elf Kindern des wohlhabenden jüdischen Bauern und Getreidehändlers David Hammerschmidt und dessen Frau Berta geboren. Er studierte Jura in Berlin und Münster. Seinen Dienst beim preußischen Militär leistete er in Detmold. Danach war er als Referendar in Elberfeld und Gerichtsassessor am  Preußischen Kammergericht tätig. 1881 bestand er sein Referendarexamen und wurde für den Staatsdienst vereidigt. Im November 1885 legte er das juristische Staatsexamen ab. Während seines Studiums beschäftigte er sich auch mit klassischer Literatur und veröffentlichte 1884 das Trauerspiel Rienzi. In Berlin lernte er Bertha Hirschberg kennen und lieben. Da sie eine mittellose Vollwaise war, hielt sie sein Vater für nicht standesgemäß. So kam es nach der Verlobung der beiden zum Bruch mit seinen Eltern.
In der Folgezeit plante er eine Niederlassung als Rechtsanwalt. Da die Konkurrenz in der Reichshauptstadt Berlin sehr groß war, suchte er nach einem Gerichtsort, der in weniger als eineinhalb Stunden mit dem Schnellzug von Berlin aus erreichbar war und in dem ein gutes Verhältnis zwischen Einwohnerzahl und zugelassenen Anwälten bestand. Seine Wahl fiel auf Cottbus. Dort ließ er sich am 5. Januar 1886 als Rechtsanwalt nieder. Im selben Jahr heiratete er seine Verlobte Bertha. Im August 1887 wurde der älteste Sohn Hermann geboren. Ihm folgten Frieda (geb. 1892), Hertha (geb. 1893), Fritz (geb. 1894), Hans (geb. 1895) und Walter (geb. 1900). Alle seine Söhne wurden Juristen. Hermann und Hans waren später in seiner Kanzlei tätig, Fritz und Walter ließen sich in Berlin nieder. Seine beiden Töchter heirateten in Berlin. Seine Kanzlei und die Wohnräume seiner Familie waren seit 1893 in Cottbus im Haus Bahnhofstraße 62 untergebracht, das er erbauen ließ.
1890 wurde er in den Vorstand der Synagogengemeinde von Cottbus gewählt. Er lehnte die Wahl jedoch am 8. August in einem Brief an den Cottbuser Oberbürgermeister Paul Werner zunächst ab, da er sich für ungeeignet hielt, weil er „dem Cultus der Religionsgemeinde völlig fern“ stehe. Nachdem der Regierungspräsident mit Zwangsmaßregeln gedroht hatte, nahm er am 1. November die Wahl doch noch an. Abraham Hammerschmidt vertrat eher liberale religiöse Ansichten. So heiratete sein Sohn Hermann eine Katholikin, ohne dass er dafür familiäre Konsequenzen fürchten musste. Für die Söhne von Hermann spielte Abraham sogar den Weihnachtsmann.
1899 wurde er zum Notar ernannt. 1905 erfolgte die Ernennung zum preußischen Justizrat. Üblich war es damals, dass man sich die Ernennungsurkunde im Berliner Schloss abholen musste. Abraham Hammerschmidt fand dies jedoch zu umständlich. Von einem Kollegen hatte er erfahren, dass einem die Urkunde nach einiger Zeit zugeschickt werde, wenn man der Einladung nach Berlin nicht nachkomme. Stattdessen erschien jedoch nach einiger Zeit ein Gendarm, der ihn darüber informierte, dass die Einladung eigentlich einem Befehl entsprach und er sich ihr nicht entziehen könne. Abraham Hammerschmidt antwortete darauf: „Ich kann, und die Gendarmerie kann mich.“ Auf die Antwort des Gendarmen: „Herr Rechtsanwalt, ich stehe hier auf Befehl Seiner Majestät“, antwortete Hammerschmidt mit: „Kann mich auch.“ Auf diese Auseinandersetzung folgten eine Anklage wegen Majestätsbeleidigung sowie ein Standesgerichtsverfahren der Anwaltskammer, die jedoch beide aufgrund einer Amnestie nicht weiterverfolgt wurden. Die Begebenheit blieb allerdings bei seinen Mitbürgern im Gedächtnis und verschaffte ihm den Ruf, ein „Mann des Volkes“ zu sein. Aus diesem Grund bot ihm im Verlauf der Novemberrevolution eine Delegation des Arbeiter- und Soldatenrats einen Ministerposten an. Als Abraham Hammerschmidt von den Delegierten den Grund des Angebots erfuhr, erwiderte er: „Na, dann sagen Sie mal Ihrem Arbeiter- und Soldatenrat, er kann mich auch.“ Daraufhin wurde er ins Amtsgerichtsgefängnis gebracht, aber bereits am nächsten Tag wieder freigelassen.

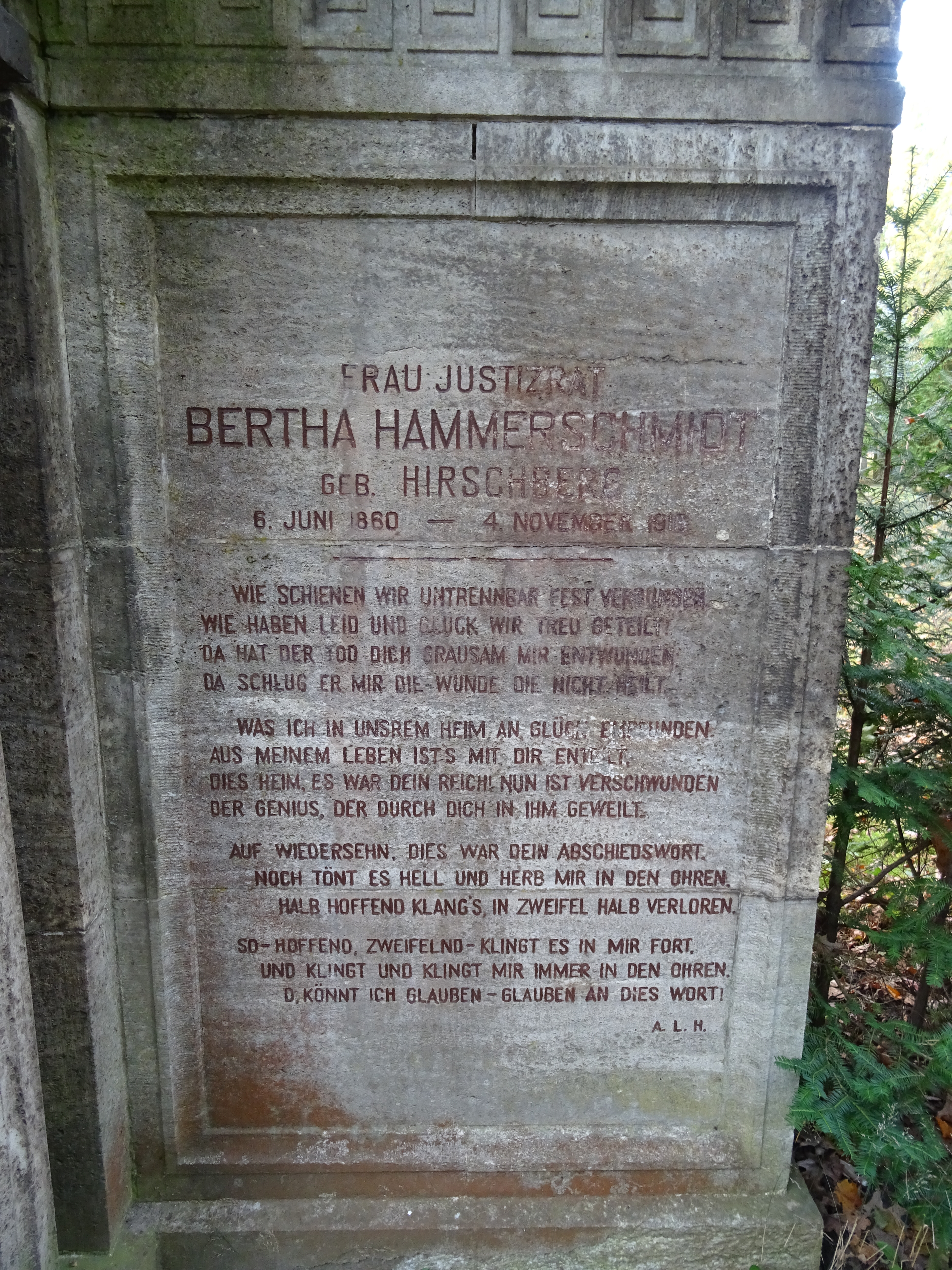
Sonett von Abraham Hammerschmidt am Grab seiner Frau Bertha

Abraham Hammerschmidts Ehefrau Bertha starb im November 1916. Der Jüdische Friedhof von Cottbus war bereits voll belegt. Dank einer Ausnahmegenehmigung durch Oberbürgermeister Hugo Dreifert durfte Bertha jedoch auf einer Waldparzelle südlich des Südfriedhofs bestattet werden. Abraham ließ dort ein Denkmal aus Muschelkalk errichten, auf dem er seine Trauer in einem Sonett verewigte. Um dieses Grabmal entstand zwischen 1917 und 1919 der Neue Jüdische Friedhof, der noch heute besteht.
Schon früh begann Abraham Hammerschmidt, sich politisch in Cottbus zu engagieren. Er war zunächst Mitglied des Liberalen Vereins, dessen Erster Vorsitzender er auch wurde. Für ihn war er seit 1910 Mitglied des Stadtverordnetenkollegiums von Cottbus. Dort kümmerte er sich im Besonderen um das neue Stadttheater. So war er Mitglied der Theaterdeputation und des Theatervereins. Nachdem der Liberale Verein 1918 in der DDP aufging, wurde er dort Mitglied. Für sie kandidierte er erfolglos für den Preußischen Landtag und den Reichstag. Im Stadtverordnetenkollegium blieb er durchgehend bis 1933 und war am Ende Vorsitzender seiner Fraktion und Mitglied des Präsidiums. Bei der ersten Kommunalwahl in Cottbus nach der Machtergreifung der Nationalsozialisten am 12. März 1933 erhielt seine Partei, die mittlerweile Deutsche Staatspartei hieß, keine Sitze mehr. In dieser Wahl erreichte die NSDAP zum ersten Mal die absolute Mehrheit im Stadtparlament von Cottbus.
In der folgenden Zeit waren Abraham Hammerschmidt und seine Familie der beginnenden Judenverfolgung der Nationalsozialisten ausgesetzt. Während des „Judenboykotts“ am 1. April 1933 bezogen zwei SA-Männer vor der Kanzlei Stellung und schickten alle Angestellten weg. Ähnlich erging es auch Geschäften jüdischer Kaufleute in der Spremberger Straße. Am 4. April erhielten Abraham und seine beiden Söhne Hans und Hermann drei gleichlautende Briefe vom Landgerichtspräsidenten mit der Aufforderung, das Amt als Notar niederzulegen. In der Begründung hieß es unter anderem, „daß die Aufrechterhaltung der öffentlichen Ordnung und Sicherheit ernstlicher Gefahr ausgesetzt ist, wenn Deutsche sich im Rechtsverkehr weiterhin Urkunden entgegenhalten lassen müssen, die von jüdischen Notaren aufgenommen oder beglaubigt worden sind“. „In ihrem eigenen Interesse“ und mit „Rücksicht auf die erregte Volksstimmung“ sei es daher ratsam, das Amt niederzulegen. Am 7. April wurde mit dem Gesetz über die Zulassung zur Rechtsanwaltschaft ein Vertretungsverbot für alle jüdischen Anwälte erlassen. Als Ausnahme galt das „Frontkämpferprivileg“ für Anwälte, die vor dem 1. August 1914 zugelassen worden waren oder im Ersten Weltkrieg gekämpft hatten. Somit blieben Abraham und seine beiden älteren Söhne Hermann und Fritz verschont. Seine jüngeren Söhne Hans und Walter waren jedoch betroffen. In der Folgezeit sank die Zahl der Klienten deutlich. Ein Grund dafür war, dass nun mit Hans ein Anwalt in der Kanzlei fehlte. Allerdings zogen sich auch viele Cottbuser Textilbetriebe und Geschäftsleute, die von der Kanzlei vertreten wurden, wegen der allgemeinen judenfeindlichen Stimmungslage zurück. So mussten sechs der 13 Angestellten der Kanzlei entlassen werden.
Am 15. Februar 1934 starb Abraham Hammerschmidt. Er wurde neben seiner Frau auf dem Neuen Jüdischen Friedhof beigesetzt. Der Cottbuser Anzeiger weigerte sich, seine Todesanzeige zu veröffentlichen. Die Zeitung hatte Hammerschmidt im Januar 1933 kurz vor der „Machtergreifung“ noch zum 75. Geburtstag gratuliert und ihn dabei als „hochgeschätzten Bürger unserer Stadt“ bezeichnet. Bereits zwei Monate später betonte man, dass „die Behauptung, in Ihrem Verlage sei der Justizrat Hammerschmidt beteiligt oder es arbeite jüdisches Kapital in Ihrem Betriebe, frei erfunden war.“

## Schicksal seiner Familie

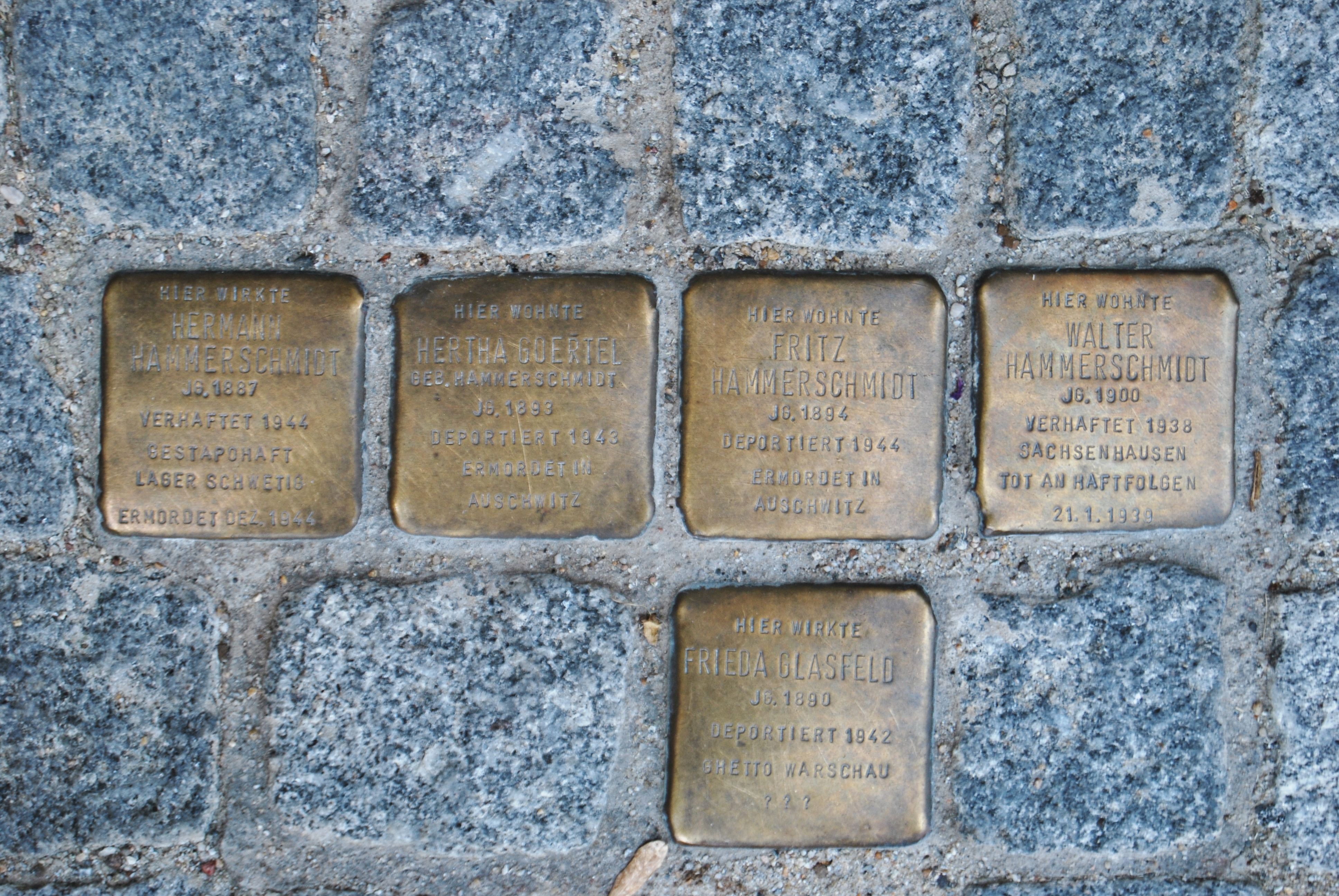
Stolpersteine der Familie Hammerschmidt in Cottbus

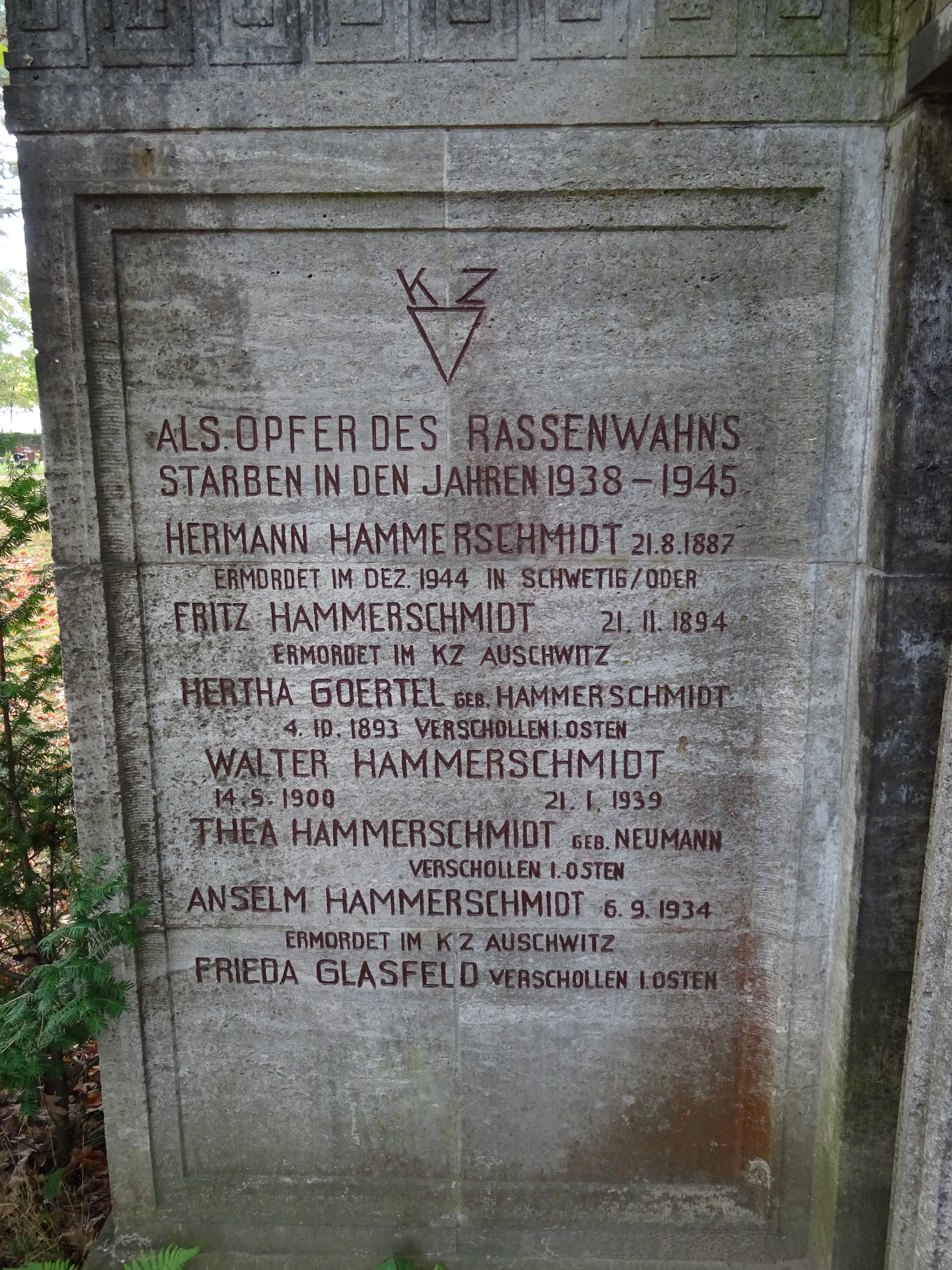
Gedenkstein für die Familie Hammerschmidt auf dem Neuen Jüdischen Friedhof in Cottbus

Durch seinen Tod 1934 erlebte Abraham Hammerschmidt die Ermordung eines Großteils seiner Familie nicht mehr. Vier seiner Geschwister, die in Wiesbaden lebten, wurden nach Theresienstadt deportiert und dort ermordet. Eine weitere Schwester aus Wiesbaden deportierte man nach Lublin. Sie starb vermutlich in Sobibor. Sein jüngster Sohn Walter wurde bereits während der Reichspogromnacht am 9. November 1938 in Berlin festgenommen und ins KZ Sachsenhausen deportiert. Mit Bestechungsgeldern gelang es seiner Frau, ihn im Dezember zur Auswanderung freizukaufen. Er starb jedoch im Januar 1939 an einer Sepsis, die durch die im KZ zugefügten Wunden verursacht worden war. Seine Urne wurde im Familiengrab auf dem Neuen jüdischen Friedhof in Cottbus bestattet. Er ruht damit als einziges Kind neben seinen Eltern. Abrahams Tochter Hertha wurde 1943 nach Auschwitz deportiert und dort ermordet. Das gleiche Schicksal erlitt auch sein Sohn Fritz, der zusammen mit seiner Frau, seinem Sohn und seiner Schwiegermutter 1944 nach Auschwitz verschleppt wurde. Sein Sohn Hermann starb 1944 im Arbeitserziehungslager Oderblick bei Schwetig. Seine Nichte Frieda Glasfeld, die in seiner Kanzlei als Büroleiterin beschäftigt war, wurde 1942 ins Warschauer Ghetto deportiert, aus dem sie nicht zurückkehrte. Seine Tochter Frieda war bereits 1937 in Berlin gestorben. Als einziges seiner Kinder überlebte Hans den Holocaust. Er emigrierte 1939 über Kuba nach Ecuador. Auch dessen Frau und Kinder überlebten.
An das Schicksal der Familie Hammerschmidt erinnert seit Ende der 1940er Jahre ein Gedenkstein am Grab der Familie auf dem Neuen jüdischen Friedhof in Cottbus. Außerdem wurden am 28. September 2006 fünf Stolpersteine vor dem Wohnsitz der Familie in der Cottbuser Bahnhofstraße 62 verlegt. Sie wurden am 14. November desselben Jahres entwendet und am 13. Dezember erneuert. Auch Abrahams Geschwister aus Wiesbaden wurden durch Stolpersteine geehrt.

## Werke
- Rienzi – Trauerspiel in 5 Aufzügen. Verlag der Bäderschen Buch- und Kunsthandlung, Elberfeld 1884.